# Chronostratigrafie

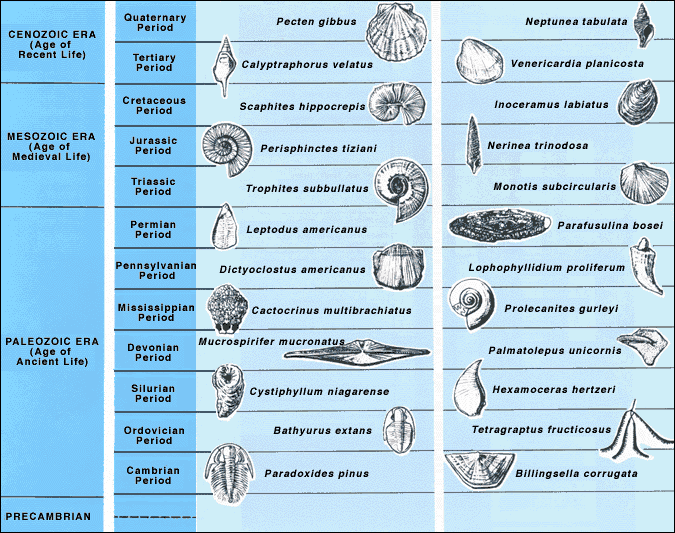
Met behulp van gidsfossielen is het mogelijk de chronostratigrafische eenheid te bepalen

Chronostratigrafie is binnen de stratigrafie het wetenschappelijk vakgebied dat probeert gesteentelagen ten opzichte van elkaar te dateren (relatieve datering).
Het doel van chronostratigrafie is de volgorde en ouderdom van alle gesteenten uit een bepaald gebied vast te stellen. In tegenstelling tot geochronologie, waarbij een absolute geologische tijdschaal wordt opgesteld, houdt chronostratigrafie zich bezig met het indelen van fysieke gesteenten. Chronostratigrafische eenheden bestaan daarom naast ermee corresponderende geochronologische tijdvakken.

## Methodes
De onderlinge relaties tussen gesteentelagen kunnen onder andere worden bepaald door middel van de wet van superpositie of de relaties met (dateerbare) intrusies. Tegelijk kan door middel van biostratigrafie (het gebruik van fossielen om de relatieve ouderdom van gesteentelagen te bepalen) of radiometrische datering (het gebruik van radio-isotopen om de absolute ouderdom van gesteentelichamen te bepalen) van aslagen of intrusies een chronologische volgorde worden vastgesteld.
Het dateren van intrusies geeft een minimum ouderdom aan de gesteentelagen waar deze doorheen snijden. Omdat op de geologische tijdschaal gezien intrusies instantaan gevormd worden en omdat ze bestaan uit mineralen waarvan een absolute ouderdom van stolling te meten valt, zijn en waren dateringen van intrusies erg belangrijk bij het opstellen van absolute chronostratigrafieën.
Sedimentaire gesteenten zijn over het algemeen erg moeilijk absoluut te dateren. Meestal is de absolute ouderdom voor sedimentaire gesteenten verkregen uit hun relaties met andere gesteenten of biostratigrafische eenheden, waarbij bepaalde aannames moeten worden gemaakt.
Ook het dateren van metamorfe groei van mineralen in metamorf gesteente levert een absolute minimum ouderdom. Het gesteente moet immers voor metamorfose al bestaan hebben. Uit de wet van superpositie volgt dat sedimentaire gesteenten boven op een gedateerde metamorfe sokkel een maximale ouderdom hebben van de mineralen in de metamorfe sokkel.

## Chronostratigrafische eenheden
Chronostratigrafische eenheden worden van elkaar gescheiden door tijdgrenzen, die worden gedefinieerd aan de hand van typelocaties, die GSSP’s worden genoemd. Voor de tijdgrens tussen het Ediacarium en het Cryogenium (rond 635 Ma) worden tijdgrenzen bij gebrek aan duidelijk aan te wijzen punten in het gesteente op mooie ronde getallen vastgelegd, de zogenaamde GSSA’s.
| Chronostratigrafie | Geochronologie    | Voorbeelden               |
| ------------------ | ----------------- | ------------------------- |
| Eonotheem          | Eon               | Fanerozoïcum              |
| Eratheem           | Era               | Mesozoïcum                |
| Systeem            | Periode           | Krijt                     |
| Serie              | Tijdvak           | Boven-Krijt of Laat-Krijt |
| Etage              | Tijd of tijdsnede | Maastrichtien             |

Meestal heeft de chronostratigrafische eenheid dezelfde naam als het corresponderende geochronologische tijdvak. Dit kan verwarrend werken. Zo kan men zeggen dat het Cambrium 200 meter dik is, waarbij men dan het systeem Cambrium bedoelt, niet de periode. Een ander voorbeeld: als gezegd wordt dat Tyrannosaurus rex in het Laat-Krijt leefde wordt de geochronologische subperiode bedoeld, niet het chronostratigrafische subsysteem (dat heet "Boven-Krijt"). Als gezegd zou worden dat T. rex in het Boven-Krijt leefde, is dit fysiek onmogelijk: het zou betekenen dat het dier in het gesteente leefde!

## Chronostratigrafische Tabel

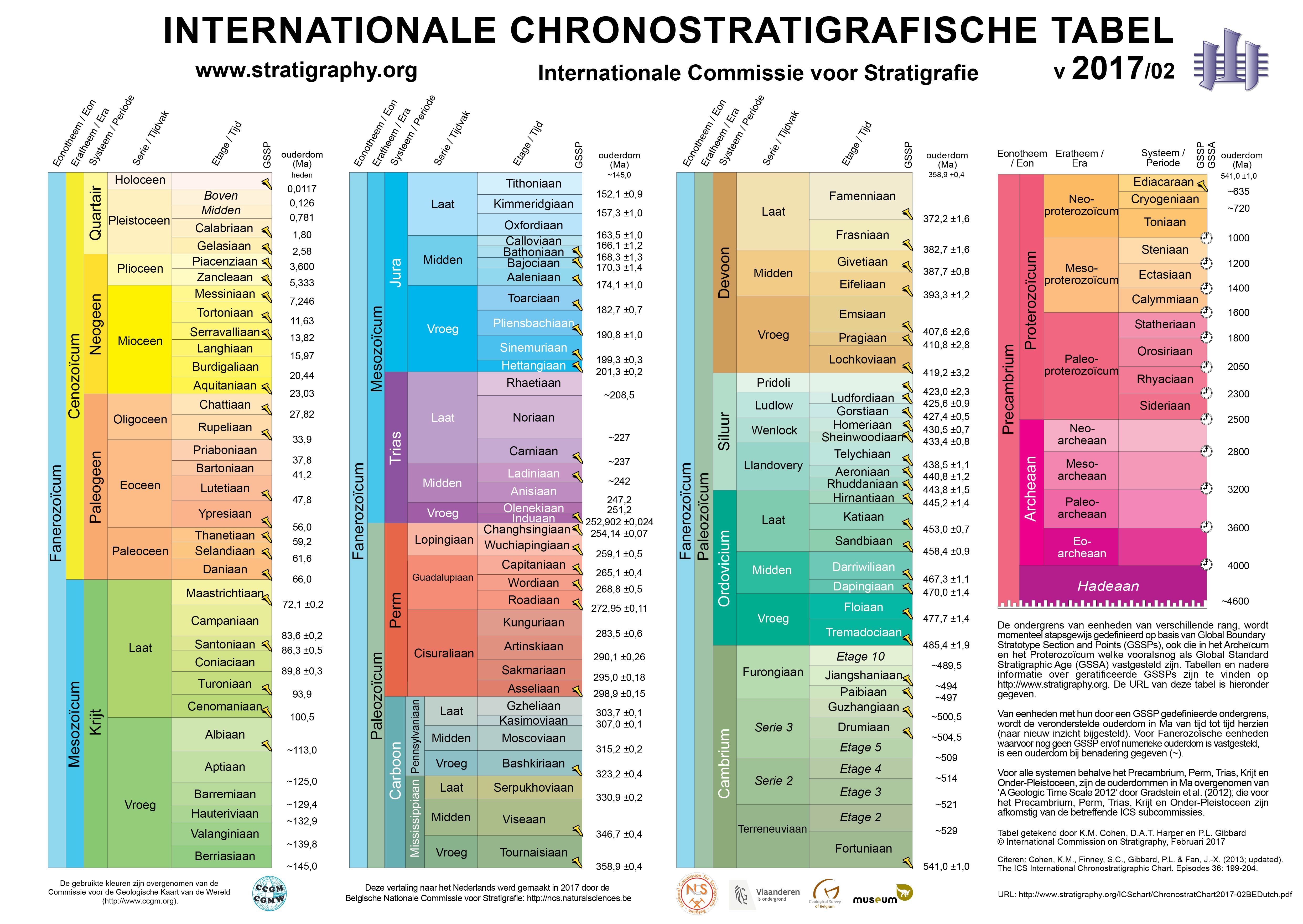
De chronostratigrafische kaart van 02/2017

De chronostratigrafische kaart is een tabel waar alle officiële chronostratigrafische eenheden op staan vermeld. Deze is opgesteld door de International Commission on Stratigraphy en er verschijnt jaarlijks een nieuwe versie met eventuele aanpassingen (andere namen, andere dateringen,...). In de naamgeving van de tijdseenheden is er een opmerkelijk verschil tussen Nederland en België. Waar in Nederland de uitgangen -um of -ien gebruikt wordt, verkiest men in België de uitgang -aan, wat meer aanleunt tegen het Engels.